# 냉천항
냉천항은 경상남도 남해군 창선면 당항리에 있는 어항이다. 1996년 7월 6일 지방어항으로 지정하여 관리하고 있다. 시설관리자는 남해군수이다.

## 어항 연혁
- 임진왜란때 왜구를 치러온 병사들이 배고픔과 목마름을 달래며 행군하던 중 냉천마을에 이르러 주민들에게 먹을 것을 청하였다. 그러나 주민들도 왜구의 수탈로 초근목피로 근근이 생명을 유지하던 때라 병사들에게 곡식 대신 샘물을 떠다 대접했다. 갈증에 시달리던 병사들은 얼음처럼 시원한 샘물을 마신 후 정신을 가다듬고 전투에 나갔다. 뜨거운 여름에는 불처럼 따뜻하고 차가운 겨울에는 얼음처럼 시원하며 물 맛 또한 일품인 샘이 있다하여 냉천이라 불러온다.

## 어항 시설
- 방파제 280m, 선착장 100m, 물양장 176m

## 주요 어종
- 도다리, 볼락, 노래미, 낙지, 문어